# Starsiege: Tribes
Starsiege: Tribes è uno sparatutto in prima persona, sviluppato da Dynamix e pubblicato da Sierra On-Line nel 1998 per Microsoft Windows. Il gioco, particolarmente dedicato alle modalità multiplayer, ha avuto tre seguiti (uno, Tribes Aerial Assault, esclusivamente per PlayStation 2). La trama presenta collegamenti con altri titoli della stessa Dynamix, Metaltech: Earthsiege: le due serie sono infatti ambientate nel medesimo universo immaginario, dove in un ipotetico futuro l'umanità è in guerra contro una razza di robot senzienti, i Cybrids.
Il gioco è stato pubblicato come freeware nel 2004, insieme al seguito Tribes 2. I server ufficiali della Sierra dedicati al gioco sono stati attivi fino al novembre 2007; è tuttavia possibile giocare tutt'oggi grazie a server non ufficiali gestiti da appassionati.